# Microdon caesar
Microdon caesar är en tvåvingeart som beskrevs av Charles Howard Curran 1940. Microdon caesar ingår i släktet myrblomflugor, och familjen blomflugor. Inga underarter finns listade i Catalogue of Life.